# لیلا بوشهری
لیلا بوشهری (متولد ۹ مرداد ۱۳۴۹) هنرپیشه سینما و تلویزیون اهل ایران است.

## زندگی‌نامه
وی در تاریخ ۹ مرداد۱۳۴۹  در شهر تهران زاده شد. او در سال ۱۳۷۴ با بازی در فیلم سینمایی جهنم سبز به عرصهٔ سینما وارد شد. در سال ۱۳۷۶ با سه فیلم سینمائی به عنوان پرکارترین بازیگر نقش اول زن در جشنوارهٔ شانزدهم فیلم فجر شناخته شد. در سال ۷۹ به‌عنوان بهترین بازیگر جشنواره منبر طلایی کازان روسیه برای فیلم کویر مرگ به کارگردانی اسماعیل براری کاندید شد. این فیلم جوایز متعدد بین‌المللی از فستیوالهای معتبر جهانی دریافت نمود ولی اکران آن در ایران توقیف شد. اولین تجربۀ تئاتر را در سال ۱۳۷۰ با نام عروس دریا به کارگردانی سعید بهروزی داشت؛ و دومین کار تئاترش کاری با نام داستان آدم به کارگردانی حسین فرخی در سال ۱۳۷۰ بود.
بوشهری در سال ۱۳۹۴ در نمایش سوگ کاظم اشتری به کارگردانی سامان پور سلیمانی در خانه هنرمندان شرکت کرد. همچنین در سال ۱۳۹۴ در دو نمایش نامه‌خوانی خداحافظ و تجربه‌های اخیر به کارگردانی محمدرضا حیدری شرکت کرد که بازگشت مجدد وی به تئاتر محسوب می‌شود و پس از آن آغاز کارگردانی او در تئاتر و کنسرت-نمایش در سالن شهرزاد به‌شمار می‌آید.

## فیلم‌شناسی

### سینما
- نابازیگر (۱۴۰۲)
- پارمیدا (۱۳۹۵)
- سفر پرماجرا (۱۳۹۴)
- بچه‌های جسور (۱۳۹۱)
- اشک و سکوت (۱۳۹۰)
- دوستی از جنس آتش (۱۳۸۸)
- حکم (۱۳۸۴)
- گزارش مریم (۱۳۸۴)
- بازنده (۱۳۸۳)
- شارلاتان (۱۳۸۳)
- کویر مرگ (۱۳۸۰)
- تارهای نامریی (۱۳۷۶)
- حماسه قهرمانان (۱۳۷۶)
- شاهرگ (۱۳۷۶)
- جهنم سبز (۱۳۷۴)

### تلویزیون
| سال  | عنوان            | کارگردان                         | توضیحات                 |
| ---- | ---------------- | -------------------------------- | ----------------------- |
| ۱۳۷۵ | شب طویل عشق      | حمید صفائی                       | شبکه ۱                  |
| ۱۳۷۵ | زندگی تازه       | حسین حکمت جو                     |                         |
| ۱۳۷۸ | فردا آفتابی است  | مسعود رشیدی                      | شبکه ۲                  |
| ۱۳۷۸ | شب چراغ          | امیر قویدلجمال شورجهمجید جوانمرد | شبکه ۲                  |
| ۱۳۸۰ | حجر بن عدی       | تاجبخش فنائیان                   | شبکه ۱                  |
| ۱۳۸۰ | نخل و تنهایی     | بهروز طاهری                      | شبکه ۱ پخش در ماه رمضان |
| ۱۳۸۲ | دایره تردید      | امیر قویدل                       | شبکه ۱                  |
| ۱۳۸۳ | روح مهربان       | امیر قویدل                       | شبکه ۱                  |
| ۱۳۹۱ | تهران پلاک ۱     | مهدی مظلومی                      | شبکه تهران              |
| ۱۳۹۰ | لبهٔ آتش          | جواد افشار                       | شبکه ۱                  |
| ۱۳۹۰ | تقاطع            | محمد احتشامی                     | شبکه ۳                  |
| ۱۳۹۶ | مس               | افشین صادقی                      | شبکه ۳                  |
| ۱۳۹۸ | زیر خاکی         | عباس محمدیان                     | شبکه ۳                  |
| ۱۳۹۸ | همسرایی          | حسین تبریزی                      | شبکه ۳                  |
| ١۴٠١ | راز ناتمام       | امین امانی                       | شبکه ١                  |
| ۱۳۸۶ | پنج درجه به شرق  | محمد خراط زاده                   | شبکه ۱                  |
| ۱۳۸۷ | پشت دروازهٔ تاریخ | محمد عفراوی                      | شبکه ۱                  |
| ۱۴۰۱ | آزادی مشروط      | مسعود ده‌نمکی                     | شبکه ۱                  |

## چهره‌پرداز
| عنوان فیلم | سال ساخت | کارگردان      |
| ---------- | -------- | ------------- |
| کویر مرگ   | ۱۳۸۰     | اسماعیل براری |

## کارگردان
| عنوان نمایش             | کارگردان    | سال ساخت |
| ----------------------- | ----------- | -------- |
| خرس‌های پاندا            | لیلا بوشهری | ۱۳۹۴     |
| نمایش در سوگ کاظم اشتری | بازیگر      | ۱۳۹۵     |
| نمایش کلارینت           | بازیگر      | ۱۳۹۶     |
| نمایش خاتون             | بازیگر      | ۱۳۹۶     |
| نمایش دره شیطان         | بازیگر      | ۱۳۹۶     |

## جوایز و افتخارات
- کاندید بهترین بازیگر برای فیلم سینمایی کویر مرگ در جشنواره منبر طلایی کازان روسیه

## یادداشت
1. ↑  Golden Minbar International Film Festival

## پیونده به بیرون
- لیلا بوشهری در بانک اطلاعات اینترنتی فیلم‌ها (IMDb)
- لیلا بوشهری در بانک جامع اطلاعات سينماى ايران